# Амосово (Бабаевский район)
Амосово — деревня в Бабаевском районе Вологодской области России.
Входит в состав Санинского сельского поселения, с точки зрения административно-территориального деления — в Санинский сельсовет.
Расстояние по автодороге до районного центра Бабаево — 29 км, до центра муниципального образования деревни Санинская — 3 км. Ближайшие населённые пункты — Дедовец, Ладышкино, Седуново, Серково.
По переписи 2002 года население — 7 человек.